# FFA P-16

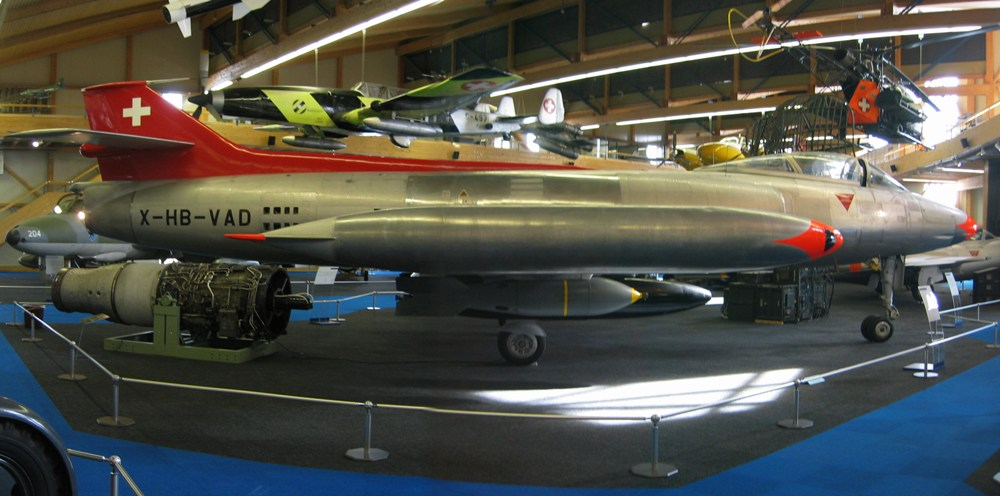
FFA P-16 Mk.III im Flieger-Flab-Museum Dübendorf

Die FFA P-16 ist ein ab 1950 in der Schweiz entwickeltes und gebautes strahlgetriebenes Erdkampfflugzeug der Flug- und Fahrzeugwerke Altenrhein (FFA), das jedoch letztlich nicht bei der Schweizer Flugwaffe eingeführt wurde.
Bei den Tragflächen des Geschäftsreiseflugzeugs Learjet 23 handelte es sich um eine Modifikation der Tragflächen der P-16.

## Geschichte
Seit dem Einsatz von Jetflugzeugen am Ende des Zweiten Weltkrieges wurden die Möglichkeiten solcher Flugzeuge in der Schweizer Aviatikindustrie und der Forschung, die an der ETH auch gepfeilte Flügel umfasste, diskutiert und von der Kommission für militärische Flugzeugbeschaffung (KMF) geplant. Die Turbinenbauer BBC, Escher-Wyss und Sulzer erwogen die Herstellung von Triebwerken, doch war deren Fortschritt eine der Unwägbarkeiten der Entwicklung. Im Jahr 1946 erhielten FFA und Sulzer einen Entwicklungsauftrag, während das Eidgenössische Flugzeugwerk in Emmen ein eigenes Projekt verfolgte, welches zur technisch anspruchsvollen N-20 führte. Die einfacher zu realisierenden konstruktionsreifen Vorschläge N-10/N-11, die sich in ihren Antrieben unterschieden, wurden gemäss einer Vereinbarung vom 8. August 1946 von Emmen nach Altenrhein abgegeben und dort als P-12 und P-13 bezeichnet: Bei den Projekten der Flug- und Fahrzeugwerke Altenrhein (FFA) am Flugplatz Altenrhein folgte dem Buchstaben P eine Zahlenkombination: Die erste Zahl betraf die Anzahl der Triebwerke und wurde mit einer fortlaufenden Nummer für die zeitliche Staffelung ergänzt. Nach einem Punkt folgte eine Versionsnummer.
Die „aussergewöhnlichen Forderungen“ (Bridel) der Ausschreibung führten zu grossem Ideenreichtum und allen Flugzeugen waren tiefe Flächenbelastungen gemeinsam: Insbesondere sollte die Maschine von kleinen alpinen Flugplätzen operieren können.
Aufgrund der Triebwerksfrage entschieden sich die FFA vorerst gegen ein einstrahliges Flugzeug. Ab dem Vorschlag des P-23 und mit den späteren Vorstudien der Reihe P-25 wurde ein Ansatz mit  negativ gepfeilten Tragflächen verfolgt. Die Triebwerke lagen bei der P-25.06 noch auf der Höhe der Flügel und ab der Variante P-25.11 waren sie angehängt. Bei der Schlussversion P-26.20 war nur noch die Flügelhinterkante negativ gepfeilt. Alle diese zweistrahligen Studien waren ab 1946 mit der Kriegstechnischen Abteilung besprochen worden und waren von 1947 bis Mitte 1949 die einzig laufenden und wurden danach zurückgestellt. Am 29. Juni 1948 wurde von der verantwortlichen Kommission von den mehrstrahligen Entwürfen die N-20 aus Emmen der Dornier P-25.20 aus Altenrhein vorgezogen. An dieser Sitzung wurde auch der Bau eines Prototyps und der dazugehörigen Triebwerke der N-20 in Auftrag gegeben.
Die einstrahligen Projektstudien P-12 und P-13 waren vorerst aufgenommen, Mitte 1947 wegen der fehlenden Triebwerke abgebrochen und Mitte 1949 wieder aufgenommen worden – dies nun aufgrund der insbesondere in Grossbritannien in Entwicklung befindlichen Triebwerke. Probleme und Verspätungen mit den vorgeschlagenen Schweizer Triebwerken wurden absehbar und führten zum Vorrang der Beschaffung eines Flugzeuges mit ausländischen Triebwerken. Eine Besonderheit der P-12 waren die Nasenklappen, die nicht nur für den Langsamflug ausgefahren werden sollten, sondern bei diesem Jagdflugzeug mit Pfeilflügeln auch in Zwischenstellungen als Manövrierhilfen im Luftkampf hätten dienen sollen. Das Projekt P-13 hatte demgegenüber negativ gepfeilte Tragflächen.
Die weitere Projektuntersuchung unter der Leitung von Hans Luzius Studer führte zur P-14 mit geraden Flächen und verbesserten Langsamflugeigenschaften, zur überschallfähigen P-15 mit Pfeilflügeln sowie zur P-16 mit schwach gepfeilten Flügeln. Anstelle von Nachbrennern zur Schubsteigerung wurde eine Lösung mit Zusatz-Raketentriebwerken des Typs Oerlikon vorgezogen, alle Typen besassen Flügelendtanks und nicht mehr wie ihre Vorgängerprojekte absprengbare Kabinen, sondern Schleudersitze. Aufgrund dieser Studien P-14 bis P-16 sollte das Militär seinen Bedarf definieren, wobei auch die FFA den Vorschlag P-16 empfahlen, was 1949 vom Chef der Abteilung für Flugwesen und Fliegerabwehr, Oberstdivisionär Rihner, unterstützt wurde. Der Einsatzzweck hatte sich somit auf den Erdkampf verlagert. Als Triebwerke der P-16 wurden die britischen Typen Rolls-Royce Avon  oder Armstrong-Siddeley-Sapphire vorgeschlagen. Am 23. Juli 1950 unterschrieben die FFA und die Kriegstechnische Abteilung (KTA) den Auftrag für ein Vorprojekt auf Basis des Triebwerks Sapphire. Das definitive Projekt sollte bis zum Jahresende präsentiert und der Bau des Prototyps Anfang 1951 begonnen werden; der Auftrag zur Konstruktion erfolgte 1951 und am 24. Juli 1952 der Auftrag zum Bau zweier Prototypen.
Laut Angabe der FFA wurde beim P-16 weltweit erstmals eine Krüger-Klappe angewandt.
Das Werk in Altenrhein war mittlerweile in Schweizer Besitz übergegangen und 1949 unter der Leitung des Schweizer Unternehmers Claudio Caroni in FFA umbenannt worden.

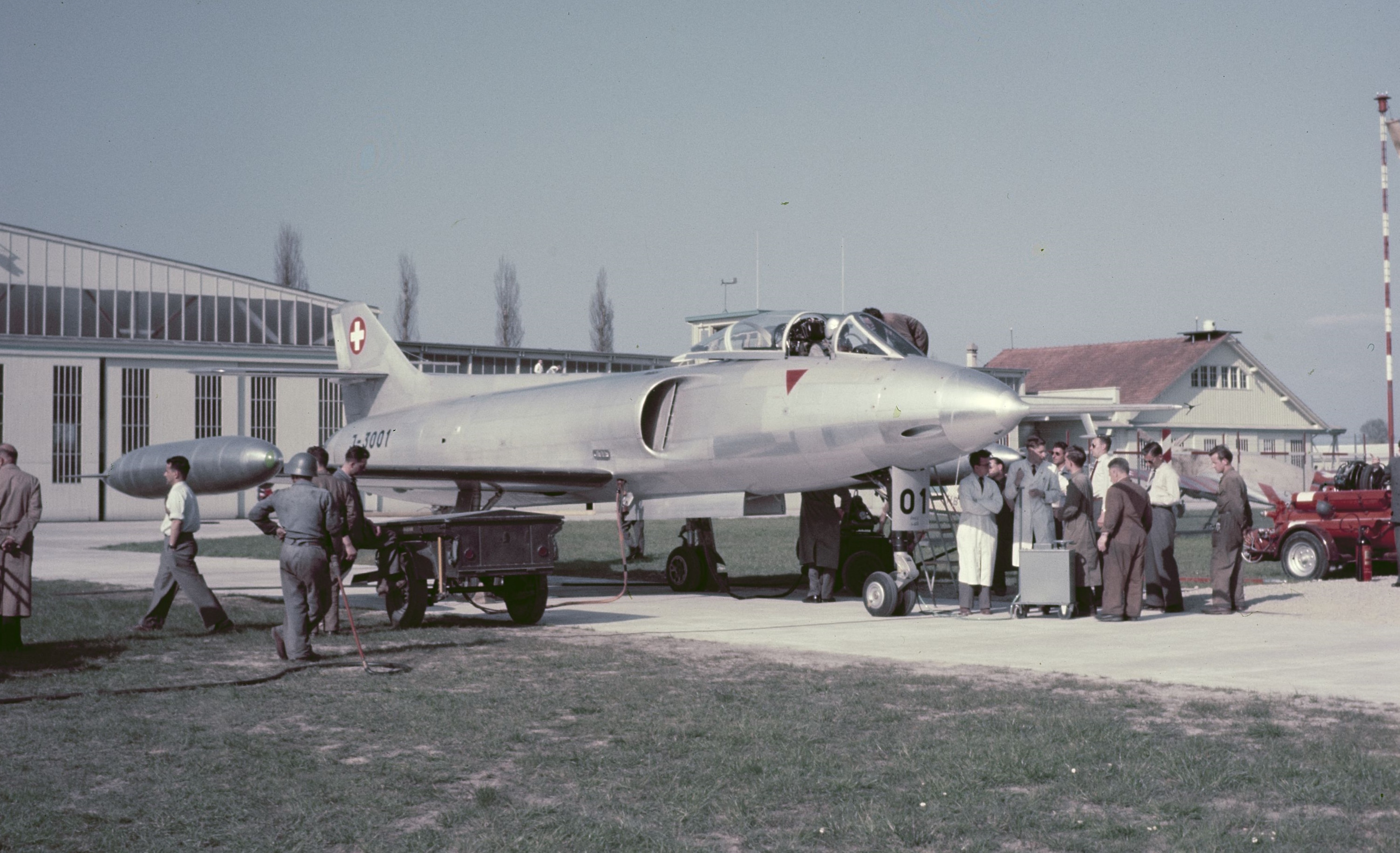
Erster Prototyp P-16 J-3001 in Altenrhein

Am 25. April 1955 absolvierte der ohne Waffenanlagen gebaute erste Prototyp der P-16 mit dem militärischen Kennzeichen „J-3001“ und dem Einflieger der KTA Hans Häfliger am Steuer seinen Erstflug. Der Pilot hatte zuvor in England eine Hunter mit demselben Triebwerk geflogen, um sich mit dem Triebwerk vertraut zu machen. Bei einem späteren Testflug wurde der Prototyp durch ein Bremsversagen bei einer Landung erheblich beschädigt, konnte jedoch repariert werden. Bei einem Testflug am 31. August 1955 kam es zu einer Störung im Treibstoffzufuhrsystem und das Triebwerk fiel aus. Die Maschine stürzte in den Bodensee. Der Pilot konnte sich mit dem Schleudersitz retten. Dies war in der Geschichte der Schweizer Luftfahrt der erste erfolgreiche Einsatz des Schleudersitzes. Das Flugzeug wurde anschliessend geborgen und verschrottet.
Der zweite Prototyp mit dem Kennzeichen „J-3002“ war im Frühjahr 1956 fertiggestellt und die Testflüge wurden mit dessen Erstflug am 16. Juni wieder aufgenommen. Im Rahmen dieser Testflüge durchbrach die „J-3002“ am 15. August 1956 während eines Bahnneigungsflugs erstmals die Schallmauer. Das Flugzeug besass im Unterschied zum ersten Flugzeug einen bis vor die Flügelvorderkante reichenden Lufteinlauf. Es folgte eine Erprobung der Maschine durch die Schweizer Flugwaffe. Vom 28. Februar 1957 bis zum 16. März 1957 fanden Praxistests statt. Obwohl man grundsätzlich mit den Flugeigenschaften zufrieden war, wurde die zu schwache Leistung des Triebwerks bemängelt und die schlechte Längsstabilität, welche in der geringen Fläche des Seitenleitwerks begründet war, dies wiederum wegen des vorgesehenen Einsatzes des Flugzeugs aus Flugzeugkavernen.
Schon im März 1956 war der Auftrag für vier Vorserienmaschinen erfolgt. Die Vorserien- und Serienflugzeuge P-16 Mk.III unterschieden sich von den Prototypen in den folgenden Punkten:
- leistungsstärkeres Triebwerk Armstrong Siddeley Sapphire
- Cockpithaube
- Selbsttätige Lufteintrittsklappe beim Lufteinlauf für Langsamflug
- Halbschalenbauweise anstelle von Sandwichkonstruktion ab J-3005 und damit leichterer Flügel[7]

Die Kosten für 100 Flugzeuge wurden 1952 auf 228 Millionen Schweizer Franken geschätzt.
Das Vorserien-Modell „J-3003“ flog ab dem 15. April 1957 und war schon mit dem leistungsfähigeren Triebwerk ausgestattet. Damit zeigte die Maschine gute Unterschallflugleistungen. Die Überschallfähigkeiten blieben jedoch wegen des relativ dicken Flügelprofils von 8 % minim. Die P-16 war eines der ersten Flugzeuge, bei deren Konstruktion die Flächenregel beachtet wurde, was den Widerstand verringerte und das Buffeting bei hohen Geschwindigkeiten milderte.
In den frühen 1950er-Jahren war der gesamte Bedarf der Flugwaffe an Flugzeugen auf über 500 Stück verortet worden. Zur Ergänzung der Vampire- und Venom-Flotte war am 28. Januar 1958 der Kauf von 100 Hunter-Kampfflugzeugen beschlossen worden. Am 19. März 1958 folgte der Auftrag für 100 Flugzeuge P-16 mit der Bewilligung des Parlaments für 407 Millionen Franken; dies nach dem entsprechenden Antrag des Bundesrates Ende 1957. Das Parlament bewilligte zusätzliche 34 Millionen Franken für den Lizenzbau des Sapphire-Triebwerks.
Bald nach diesem Kaufentscheid stürzte am 25. März 1958 die Vorserienmaschine J-3003 nach einem Hydraulikproblem beim Landeanflug in den Bodensee. Mit diesem Absturz erhöhte sich wiederum der Druck in der Politik – das Parlament stimmte schon am Tag nach dem Absturz einer Annullation des Geschäfts zu. Diesem Druck gab der Bundesrat am 2. Juni 1958 nach und stornierte die Bestellung der 100 Flugzeuge. Der Präsident der Kommission für militärische Flugzeugbeschaffung erklärte daraufhin den Rücktritt.
Nach diesem Rückschlag versuchte der Hersteller FFA, das Projekt in eigener Regie zu retten und stellte in den folgenden Jahren die weiterentwickelten und verbesserten Vorserienexemplare „J-3004“ (Erstflug 8. Juni 1959) und „J-3005“ (Erstflug 24. März 1960) fertig, die nach einer Vereinbarung mit dem Bund in das Eigentum der FFA übergingen. Die Steuerung war ersetzt worden und bestand nun aus zwei gleichwertigen hydraulischen und einem mechanischen System. Trotz erfolgreicher Testflüge und einer 1960 vorgeschlagenen Version mit dem Triebwerk Rolls-Royce Avon gelang es nicht, Käufer für das Flugzeug zu finden.
Nach einer Spezifikation vom 6. Juni 1966 zur Beschaffung eines neuen Erdkampfflugzeuges kam es zu einer zweijährigen Vorevaluation von neun Flugzeugen, darunter auch einem Vorschlag einer Weiterentwicklung der P-16. Mit dem Beginn der Hauptevaluation wurde dieses Flugzeug auf Basis der P-16 nicht mehr berücksichtigt, sodass das Projekt P-16 im Jahr 1969 endgültig zu Ende war. Bei besagtem Beschaffungsprojekt kamen die Vought A-7G und die Dassault Milan in die Endauswahl, die jedoch mit einem Nullentscheid endete.
Fast alles, was mit der Entwicklung und Fertigung der P-16 zu tun hatte, wurde verschrottet, auch bereits gefertigte Rumpfsegmente für das sechste Flugzeug, das erste Serienflugzeug. Lediglich einige Dokumente und Windkanalmodelle haben überdauert. Die zwei bis dahin in Altenrhein verbliebenen P-16 wurden im Mai und Juli 1979 nach Dübendorf gebracht. Eines der Flugzeuge wurde am 8. August 1980 wie vorgesehen dem Flieger-Flab-Museum in Dübendorf übergeben, das Herrichten des zweiten Flugzeugs für das Verkehrshaus Luzern wurde nicht ausgeführt; der Maschine X-HB-VAC wurden einige Bauteile entnommen und das Flugzeug anschliessend verschrottet. Die X-HB-VAD wurde mit einigen dieser Teile (vor allem Wartungsdeckel) wieder komplettiert und ist heute ausgestellt.
Schon viel früher, ab dem Jahr 1960, ging aus der P-16 die Entwicklung eines Geschäftsreiseflugzeugs mit der Bezeichnung SAAC-23 hervor. Die Arbeit des Teams um Hans Luzius Studer beruhte auf den Tragflächen der P-16 und mündete im schlussendlich in den USA produzierten Learjet 23.

## Logbuch
Die P-16 absolvierten insgesamt 508 Flüge mit einer Totalflugzeit von 233 Stunden.
- J-3001: 25. April 1955 bis 31. August 1955 – 22 Flüge – Flugzeit: 12 h 38 min; Absturz in den Bodensee wegen Triebwerksausfall infolge Bruches einer Treibstoffdruckleitung und dies in zu grosser Entfernung zum Flugplatz[15]
- J-3002: 16. Juni 1956 bis 7. März 1958 – 310 Flüge – Flugzeit: 130 h 37 min; verschrottet
- J-3003: 15. April 1957 bis 25. März 1958 – 102 Flüge – Flugzeit: 55 h 07 min; Absturz wegen eines Fehlers in einem Anschlussstück der Hydraulikpumpe: Im Hydrauliktank befand sich „Schaum“ anstelle von Flüssigkeit und dies wurde längere Zeit nicht bemerkt. Das Flugzeug hatte kurz zuvor rasche Überflüge geflogen und war für den Landeanflug nicht korrekt ausgetrimmt.[16] So hatte der Pilot Jean Brunner keine Zeit mehr, auf die mechanische Notsteuerung umzuschalten und musste den Schleudersitz betätigen.
- X-HB-VAC (erst J-3004): 8. Juli 1959 bis 27. April 1960 – 55 Flüge – Flugzeit: 27 h 25 min (verschrottet)
- X-HB-VAD (erst J-3005): 24. März 1960 bis 26. Juni 1960 – 19 Flüge – Flugzeit: 7 h 14 min (mit einigen Teilen von X-HB-VAC komplettiert im Flieger-Flab-Museum Dübendorf ausgestellt)

## Entwicklungsgeschichte

### P-16.04
Am 28. April 1955 absolvierte der Prototyp der vierten Variante des P16 (Bezeichnung P-16.04) den Erstflug. Schnell zeigte sich, dass der Entwurf grundsätzlich den Anforderungen entsprach. Im August 1955 kam es bei einem Testflug zum Ausfall des Triebwerks und die Maschine stürzte in den Bodensee. Im darauffolgenden Frühjahr stand der zweite Prototyp zur Verfügung, der verschiedene Verbesserungen an den Tragflächen und bis vor die Flügel vorgezogene Lufteinläufe aufwies. Mit diesem wurden ausgedehnte Waffenerprobungen, Trudelversuche und Leistungsmessungen vorgenommen. Am 15. August 1956 wurde beim 18. Flug erstmals die Schallmauer (im Stechflug) durchbrochen.
Nach dem Abschluss der Testflüge konnte mit dem Flugzeug J-3002 in der Konfiguration „Interceptor“ in der Zeit vom 28. Februar bis 12. März 1957 die Truppenerprobung durchgeführt werden; die dabei angetroffene Flugcharakteristik war sehr gut, Bremsen und Servos dagegen befriedigten nicht und seien nicht serienreif. Zu den Versuchen hatten auch Landungen auf Gras gehört.

### P-16 Mk.II
Das erste von drei mit einem stärkeren Triebwerk ausgerüsteten Vorserienflugzeugen, P-16 Mk.II, flog erstmals am 15. April 1957. Weitere Testflüge folgten und führten 1958 nach einigen Verbesserungen zur Serienversion P-16 Mk.III.

### P-16.05 oder Mk.III
Im März 1958 erfolgte die Bestellung von 100 Maschinen der Serienversion P-16 Mk.III durch die schweizerische Flugwaffe. Nach einem weiteren Unfall wurde allerdings die bereits angelaufene Serienfertigung gestoppt und der gesamte Auftrag storniert.

### P-16 Trainer (1961)
Der Hauptunterschied zum Einsitzer wäre beim Trainer-Projekt von 1961 ein Tandemcockpit gewesen, wovon das hintere Cockpit (Fluglehrer) den Platz des Matra-Raketenautomaten eingenommen hätte. Die Trainingsversion des P-16 hätte im Gegensatz zum Einsitzer über keine Bordkanonen (2 × 30 mm) verfügt.

### AR-7, AJ-7, AJ-7 ab 1964
Ab 1964 wurde eine Variante mit einem Rolls-Royce Zweistromtriebwerk erörtert mit der Bezeichnung AR-7. Mitte 1964 gab es die Idee der Variante AA-7 mit dem Triebwerk der Mirage, dem Triebwerken Atar. AJ-7 war die Bezeichnung für die 1965 begonnene Exportversion der P-16 Mk.III für die USA mit einem Nachbrennertriebwerk GE-J-79-11A. Es kam zu keiner Bestellung und es blieb bei projektierten Vorschlägen.

### P-16C/b und P-16C/f
Bei diesen 1957 und 1958 erstellten Studien wäre eine andere Flügelform (C/b) und ein T-Leitwerk (C/f, auch P-17 genannt) zur Anwendung gekommen zur Ermöglichung von Überschallflug.

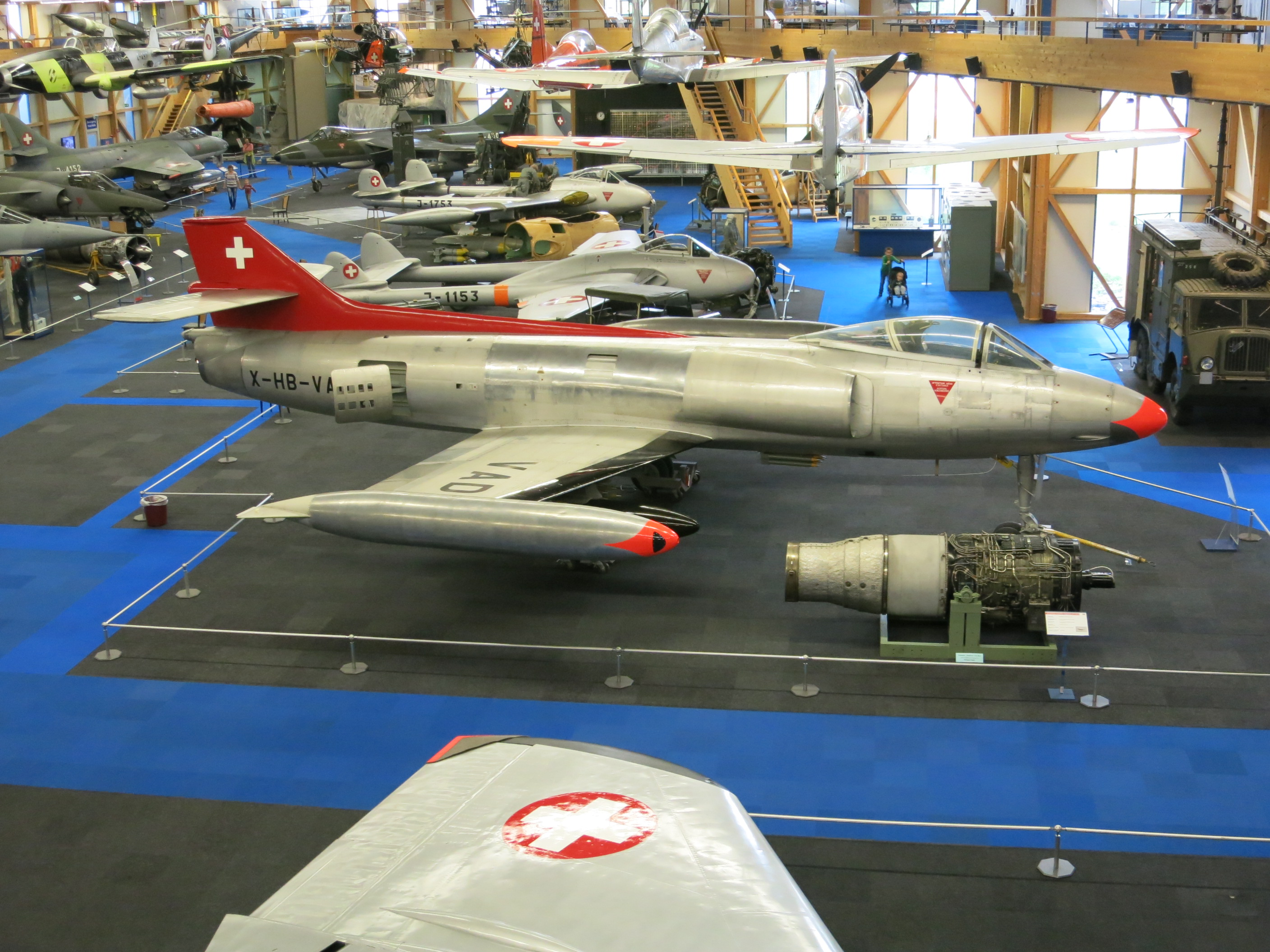
FFA P-16 MK.III J-3005 / X-HB-VAD
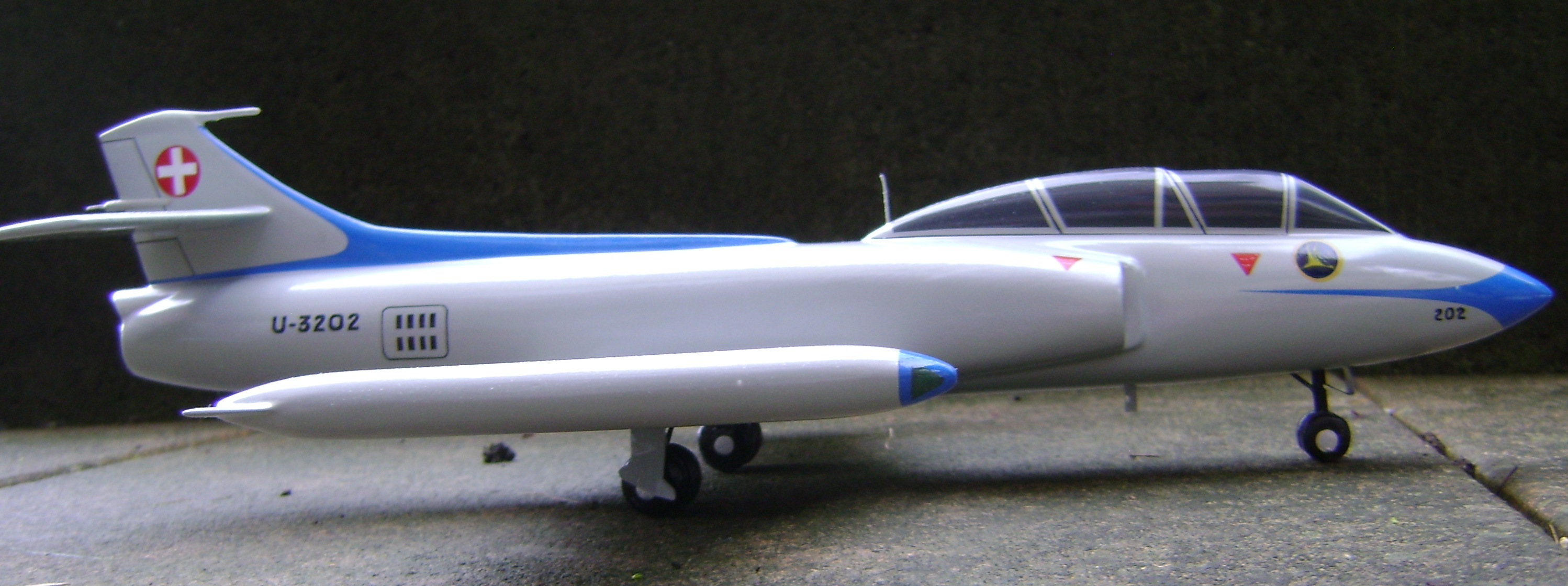
FFA P-16 Trainer
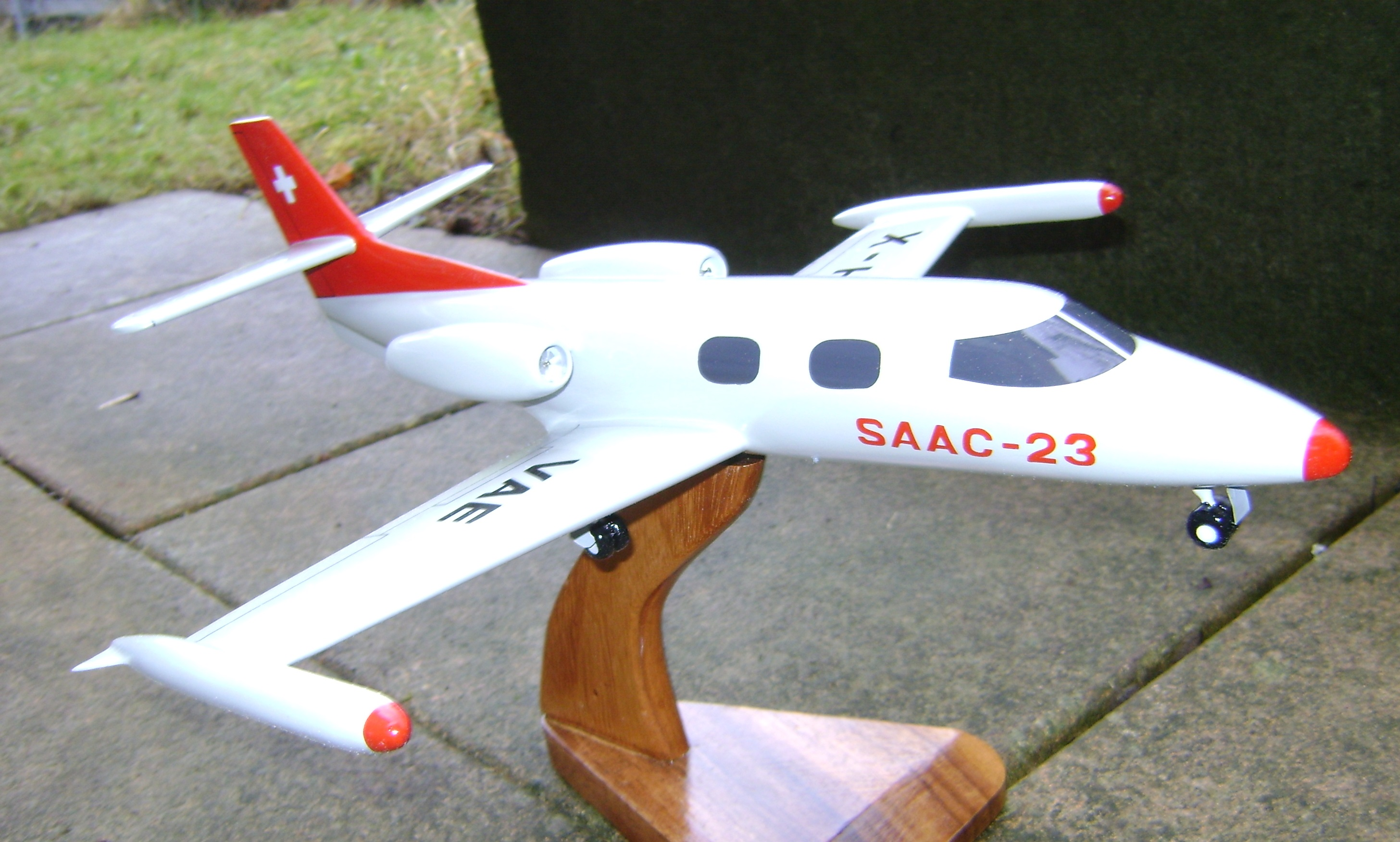
FFA SAAC-23

## Technische Daten
| Kenngrösse            | Daten der P-16 Mk.III |
| --------------------- | --- |
| Länge                 | 14,24 m |
| Spannweite            | 11,14 m |
| Höhe                  | 4,26 m |
| Flügelfläche          | 30 m² |
| Höchstgeschwindigkeit | 1115 km/h (auf Meereshöhe), mit dünnerem Flügelprofil (6 % statt 8 %) knapp überschallfähig (gemäss Schweizerische Strahlflugzeuge von Georges Bridel) |
| Startrollstrecke      | 560 m bei 500 m Höhe ü. M. |
| Landerollstrecke      | 300 m auf 500 m Höhe ü. M. mit Bremsschirm (420 m ohne Bremsschirm) |
| Leermasse             | 7.040 kg |
| max. Zuladung         | 4.560 kg |
| max. Startmasse       | 11.720 kg |
| Dienstgipfelhöhe      | 14.500 m ü. M. |
| Reichweite            | 700 km in Bodennähe, 1400 km normale Reichweite, 2120 km mit zwei Zusatztanks |
| Triebwerk             | ein Strahltriebwerk Armstrong Siddeley Sapphire ASSA-7 mit 48,95 kN Standschub |
| Bewaffnung            | zwei 30-mm-Kanonen Hispano Suiza H.S. 825 mit je 125 Schuss Munition, ein Matra-Raketenwerfer Typ 1000 im Rumpf für 44 ungelenkte SNEB-Luft-Boden-Raketen, Kaliber 68 mm, vier Flügelracks zum Mitführen von Luft-Luft- und Luft-Boden-Lenkwaffen, Freifallbomben, Napalmbehälter totale Waffenlast 2.590 kg |

Quelle: Die Flugzeuge der Welt (1960)